# 十七角形

正十七角形

十七角形（じゅうしちかくけい、じゅうななかっけい、heptadecagon）は、多角形の一つで、17本の辺と17個の頂点を持つ図形である。内角の和は2700°、対角線の本数は119本である。

## 正十七角形
正17角形においては、中心角と外角は約 21.18° で、内角は約 158.82°となる。また、一辺の長さが a である正17角形の面積は {\displaystyle {17a^{2} \over 4}\cot {\pi  \over {17}}\approx 22.7354919a^{2}} である。

## 正十七角形の作図
正十七角形は（目盛りのない）定規とコンパスによる作図が可能な図形の一つである。p が素数である正 p 角形のうち、このような作図が可能なものは p がフェルマー素数である場合に限られる。具体的には p = 3, 5, 17, 257, 65537 のとき、つまり正三角形、正五角形、正十七角形、正二百五十七角形、正六万五千五百三十七角形の5つしか知られていない。

### 作図可能性
正十七角形が（目盛りのない）定規とコンパスで作図できることは1796年3月30日の朝に19歳のカール・フリードリヒ・ガウスが目覚めてベッドから起き上がる時に発見した。これは任意の三角関数において、その変数としての角が 2π/17 rad のとき、関数の値が有理数と平方根の組み合わせのみで表現できることを意味する。例えば 余弦 の値は以下のように表される。
{\displaystyle {\begin{aligned}\cos {\frac {2\pi }{17}}&={\frac {1}{16}}\left(-1+{\sqrt {17}}+{\sqrt {34-2{\sqrt {17}}}}+2{\sqrt {17+3{\sqrt {17}}-{\sqrt {34-2{\sqrt {17}}}}-2{\sqrt {34+2{\sqrt {17}}}}}}\right)\\&={\frac {1}{16}}\left(-1+{\sqrt {17}}+{\sqrt {34-2{\sqrt {17}}}}+2{\sqrt {17+3{\sqrt {17}}-{\sqrt {170+38{\sqrt {17}}}}}}\right)\end{aligned}}}

### 作図方法
正17角形の具体的な作図方法はヨハネス・エルチンゲルによって1800年頃に見つけられた。実際の作図方法をアニメーションで示すとこのようになる。全部で64段階である。
以下に、作図の手順の意味を説明する (括弧内はアニメーションにおける段階の番号)。
O を中心とする円周上に点 A, B があり、OA と OB は直交するものとする (1-5)。
1. 線分 OB 上に点 C を 4OC = OB となるようにとる (6-10)。
2. 線分 OA 上に点 D を 4∠OCD = ∠OCA となるようにとる (11-18)。
3. AO の延長上に点 E を ∠DCE = 45° となるようにとる (19-24)。
4. AE を直径とする円と OB との交点を F とする (25-28)。
5. DF を半径とする円と線分 OA との交点を G とする (29)。
6. G を通り、OA に直交する直線と円 O との交点を H とする (30-33)。
7. 点 H は 点 A から数えて正十七角形の3番目の頂点であるから、コンパスの幅を AH にとることで、全ての頂点を得ることができる (34-47)。
8. 最後に頂点を全て結べば正十七角形を得る (48-64)。

やや詳細なイラスト付き作図

17角形の作図から等倍の正多角形が作図できる。正34角形：
正51角形：
正85角形：
正255角形：